# ستيف أودوم
ستيف أودوم (بالإنجليزية: Steve Odom)‏ هو لاعب كرة قدم أمريكية أمريكي، ولد في 5 سبتمبر 1952 في أوكلاند في الولايات المتحدة.

## وصلات خارجية
- ستيف أودوم على موقع مرجع كرة القدم المحترفة.كوم (الإنجليزية)